# Gueldenstaedtia
Genre
Gueldenstaedtia est un genre de plantes à fleurs dicotylédones de la famille des Fabaceae, sous-famille des Faboideae, originaire d'Asie, qui comprend douze espèces acceptées.

## Étymologie
Le nom générique, « Gueldenstaedtia », est un hommage à Johann Anton von Güldenstädt (1745–1781),  botaniste allemand.

## Liste d'espèces
Selon The Plant List (17 octobre 2018) :
- Gueldenstaedtia delavayi Franch.
- Gueldenstaedtia gansuensis H.B.Cui
- Gueldenstaedtia gracilis H.B.Cui
- Gueldenstaedtia guangxiensis W.L.Sha & X.X.Chen
- Gueldenstaedtia harmsii Ulbr.
- Gueldenstaedtia henryi Ulbr.
- Gueldenstaedtia maritima Maxim.
- Gueldenstaedtia monophylla Fisch.
- Gueldenstaedtia multiflora Bunge
- Gueldenstaedtia stenophylla Bunge
- Gueldenstaedtia taihangensis H.B.Cui
- Gueldenstaedtia verna (Georgi)Boriss.